# عبد الوهاب محمود عبد الحميد
عبدالوهاب محمود عبدالحميد برلماني يمني، عضو في مجلس النواب، عن الدورة البرلمانية 2003-2009 والكتلة البرلمانية لنواب حزب حزب البعث العربي الأشتراكي عن الدائرة الانتخابية رقم (49) بمحافظة تعز.

## فترة المجلس
باتفاق عرف بأسم «إتفاق فبراير» تمددت فترة المجلس لمدة عامين، وبقيام ثورة الشباب اليمنية لم تُجرَ الانتخابات، وبحسب إتفاق المبادرة الخليجية تمددت لمدة عامين آخرين حتى 2013 .

## السيرة الذاتية
للدكتور/ عبدالوهاب محمود عبدالحميد
عمل بعد تخرجه مباشرة باحثًا في وزارة الاقتصاد، ثم مديرًا لمكتب رئيس مجلس الوزراء للشئون الاقتصادية عام 1971م، ثم وكيلاً لوزارة الاقتصاد، وعضو أول لجنة مالية واقتصادية للإعداد للوحدة اليمنية، وعضو مجلس إدارة البنك المركزي اليمني، وعضوًا في مجلس إدارة البنك اليمني للإنشاء والتعمير، ثم تعين مستشارًا اقتصاديًّا للسفارة اليمنية في لندن. وفي عام 1974م تعين وزيرًا للاقتصاد، ورئيسًا لمجلس الإدارة الموحد للمؤسسات الاقتصادية اليمنية، وترأس خلال ذلك العديد من الوفود الاقتصادية في المؤتمرات الدولية والعربية.ثم تعين عام 1975م خبيرًا لدى مجلس الوحدة العربية في القاهرة.وفي سنة 1977م تعين عضوًا في المجلس الاستشاري لرئيس الجمهورية، ثم وزيرًا للزراعة عام 1980م.وفي عام 1982م تعين سفيرًا لليمن في دولة الكويت، ثم سفيرًا لليمن في المغرب سنة 1984م، ثم وزيرًا للاقتصاد، ورئيسًا لمجلس الإدارة الموحد للمؤسسات الاقتصادية اليمنية عام 1987م.وبعد قيام الوحدة اليمنية عام 1990م تعين وزيرًا للكهرباء، ورئيسًا لمجلس الإدارة الموحد للمؤسسسة العامة للكهرباء والمؤسسسة العامة للمياه والصرف الصحي. وفي أول انتخابات برلمانيه بعد الوحدة اليمنيه عام1993 انتخب عضوا في مجلس النواب ثم انتخب في ذات السنه نائباً لرئيس مجلس النواب للشون الخارجيه والعلاقات البرلمانيه، وفي عام 1997 اعيد انتخابه عضوا في مجلس النواب كما اعيد انتخابه نائباً لرئيس مجلس النواب للشؤن الخارجيه والعلاقات البرلمانيه، وفي عام 2003 اعيد انتخابه للمره الثالثه عضو مجلس النواب ونائباً لرئيس مجلس النواب للشؤن التشريعيه والرقابية ولا يزال عضوا في مجلس النواب اليمني الي 2016، وقد ترأس العديد من الوفود البرلمانية إلى المؤتمرات العربية والدولية. حزب البعث العربي الأشتراكي.